# Mesenteritis esclerosant idiopàtica
La mesenteritis esclerosant idiopàtica (MEI) és una malaltia rara de l'intestí prim, caracteritzada per una inflamació crònica i una eventual fibrosi del mesenteri. També s'ha anomenat panniculitis mesentèrica, lipodistròfia mesentèrica o mesenteritis retràctil.

## Signes i símptomes
La mesenteritis esclerosant pot presentar-se sense o gairebé cap signe o símptoma, però moltes persones tenen dolor a l'abdomen crònic i sever, com la queixa principal més freqüent. Altres persones tenen problemes crònics amb els moviments intestinals, que produeixen diarrea, inflor, gasos i còlics que poden variar de greus a lleus.
Sovint imita altres malalties abdominals com el càncer de pàncrees o el càncer disseminat.
El trastorn s'identifica per la histopatologia mostrant necrosi del greix, fibrosi i inflamació crònica en el mesenteri de l'intestí prim. Pot indicar una massa solitària, però l'engrossiment del mesenteri difús és freqüent.

## Mecanisme
S'han suggerit diverses causes de mesenteritis esclerosant, com ara un traumatisme, procediments quirúrgics previs, malalties autoimmunitàries com el lupus, malaltia relacionada amb IgG4, artritis reumatoide, infeccions com la tuberculosi, criptococcosi, esquistosomiasi, VIH i medicaments com la paroxetina i pergolida, però les seves associacions amb la mesenteritis esclerosant són en gran part especulatives amb un alt grau de biaix.

## Diagnòstic
La tomografia computada és important per fer el diagnòstic inicial. El "mesenteri boirós" s'utilitza sovint per descriure l'augment de la densitat de greix mesentèric en la mesenteritis esclerosant.
La ressonància magnètica pot mostrar una intensitat T1 intermèdia i una intensitat T2 variable en funció del grau d'edema i fibrosi. La presència d'edema provoca un senyal T2 alt, mentre que la fibrosi provoca un senyal T2 baix.

## Tractament
S'han utilitzat medicaments com els glucocorticoides, el tamoxifèn i la talidomida.

## Epidemiologia
Aquesta malaltia és extremadament rara i només s'ha diagnosticat en uns 300 pacients a tot el món fins ara (a partir del 2014), probablement està infradiagnosticada. Pot ocórrer en nens.